# Lordotus ermae
Lordotus ermae är en tvåvingeart som beskrevs av Hall 1952. Lordotus ermae ingår i släktet Lordotus och familjen svävflugor. Inga underarter finns listade i Catalogue of Life.